# Ernst Poetsch
Ernst Poetsch (29 marzo o giugno 1883 – 1950) è stato un calciatore tedesco, di ruolo centrocampista e attaccante.